# Дива коза
Дивата коза (Rupicapra rupicapra) е тревопасен бозайник от разред Чифтокопитни (Artiodactyla) семейство Кухороги (Bovidae), намиращ се в отделен род Диви кози (Rupicapra), заедно със сродната ѝ пиренейска дива коза.

## Общи сведения
Козината ѝ през лятото е къса и гладка, а на цвят е светлокафява или червеникаво-кафява. През зимата тя става шоколадово-кафява, а космите по гърба нарастват до 10 – 20 cm. Долната страна е светла. Обикновено краката са по-тъмни. Има малка козя брада. Челюстите, бузите и носът са бели. От окото до муцуната преминава черна ивица. Копитата са с издължена форма. Следата от копитото е с дължина приблизително 5 – 6 cm и с широчина около 3 cm. 
- Дължина на тялото: 110 – 135 cm
- Височина при холката: 75 – 90 cm
- Тегло: 35 – 50 kg (мъжки) и 30 – 42 kg (женски)
- Дължина на опашката – 3-4 cm
- Полов диморфизъм – много слабо изразен
- Рога – сравнително къси и куковидно извити накрая. Всяка година се образува по един пръстен, като по този начин може да се определи възрастта на дадения индивид.

## Разпространение и биотоп
В света има 7 подвида диви кози (Rupicapra rupicapra). Среща се по високите планини в Европа и някои ограничени части на Азия. Ареалът ѝ на разпространение обикновено се намира между 800 и 2500 m надморска височина. Балканската дива коза е подвид, разпространен в планините само на Балканския полуостров. Присъства в по-високите планини на Балканите (без Хърватия). Основната част от популацията на подвида е в българските планински райони. 

## Разпространение в България
В България може да се види в планините: Рила, Пирин, Стара планина, Западни Родопи и Витоша. В миналото популацията е била значително по-голяма. В днешно време в Европа най-голяма популация на дива коза се намира на територията на Алпите.

## Подвидове
- R. r. rupicapra – Австрия, Франция, Германия, Италия, Швейцария, Словения,[5] Словакия
- R. r. tatrica – Словакия и Полша (Татри)
- R. r. balcanica (Балканска дива коза) – Албания, Босна и Херцеговина, България, северна Гърция (Пинд),[6] Северна Македония, Сърбия, Черна гора и изолирани популации в Словения[5]
- R. r. carpatica – Румъния
- R. r. cartusiana – Франция
- R. r. asiatica – Турция
- R. r. caucasica – Азербайджан, Грузия, Русия

## Начин на живот и хранене
Придвижва се отлично по стръмни и скалисти участъци с голяма сигурност и прави големи скокове над планински пропасти. Самото придвижване е ходом или със скокове, почти никога в галоп или тръс. Не съществува друго животно, можещо да ѝ съперничи в ловкост и скорост на придвижване по стръмни терени. Практически никой от естествените ѝ неприятели не може да я застигне в преследване, дори скалният орел може да залови само съвсем млади диви кози. За да може да се придвижва по стръмните терени, които обитава, дивата коза се нуждае от добра видимост, и затова нощем се оттегля в скрити и трудно достъпни места, където почива до зазоряване. След това излиза да пасе и продължава до обед, когато отново се скрива на някое сенчесто място, за да почива. По пладне предпочита да легне на високо разположено място, за да може да наблюдава за опасности, докато преживя.  Следобед до смрачаване излиза да се храни отново. Зимно време обикновено търси храна цял ден. Обикновено води заседнал начин на живот, като само понякога, при лошо време, слиза малко по-ниско в горите, но въпреки това предпочита добре познати пътеки и райони. Най-често женските и малките се държат на малки групички или стада, а мъжките се движат сами. Малките не се раждат никога в горски участъци, както и битките между мъжките не се провеждат в такива. По време на размножителния период, мъжките заемат определена територия, която маркират със секрет от основата на рогата си, който натриват на ключови места. Ако се появи съперник, собственикът на територията започва демонстративно да трие рогата си в най-близкия храст, ако това не помогне, уринира по границата на територията си. Срещата най-накрая често завършва с битка, в която рогата се превръщат в опасно оръжие. В природата рядко се стига до сериозни нараняваня по време на тези битки, за разлика от отглежданите на затворено диви кози, при които победеният няма пространство за бягство и често бива наранен сериозно от победителя. Понякога се случват битки между мъжкари на дивата коза и алпийския козирог, които често са много критични, поради различната техника на опонентите. Докато алпийския козирог се вдига на задните си крака и удря с глава и рога от горе надолу, дивата коза се опитва да мушка с върха на заострените си рога от долу нагоре, опитвайки се да достигне и нарани корема и други по-слабо защитени части.
Храни се с всякаква храна от растителен произход, зимно време изкопава корени и яде също така мъх, лишеи и пъпки.

## Размножаване
Брачният период на дивата коза е през есента (октомври-декември). Тогава между мъжките се провеждат турнири за спечелване на женските. Те издават силно сумтене и маркират територията си, като търкат рога в клоните на храстите. Зад рогата си имат мирисни жлези, отделящи миризма, която привлича женските. Този период е изключително изтощителен за мъжките, тъй като те изразходват много енергия, а се хранят малко.
Полова зрялост настъпва на 2,5- (женски) или 3,5- – 4- (мъжки) годишна възраст. Бременността трае около 25 – 27 седмици. Ражда се едно, много рядко две малки. Малко преди раждането женските се отделят от стадото и раждат в някое закрито място, обградено от няколко борови дървета. Малките се раждат напълно развити и могат да се придвижват самостоятелно. Кърменето трае около 6 месеца, но малките много преди това започват да се хранят с растителна храна. 
Максималната продължителност на живот е до 22 години.

## Допълнителни сведения
Територията на България е била ловен обект за дивата коза, но в наши дни числеността ѝ е крайно ниска и е защитена от закона. Живее до 18 – 25 години. Най-големите неприятели на дивата коза са скалният орел, рисът, мечката, вълкът, лисицата и скитащи (подивели) кучета. Избягва лесно естествените си врагове, тъй като се катери бързо по труднодостъпни места. Най-развити при нея са слухът, зрението и обонянието.